# Сугарівське
Сугарівське (до 2016 — Жо́втень) — село в Україні, у Берестинському районі Харківської області. Населення становить 743 осіб. Орган місцевого самоврядування — Новоолександрівський старостинський округ Сахновщинської селищної ради.

## Географія
Село Сугарівське розміщене між річками Вошива і Балка Куценька. Село складається з двох частин, рознесених на 1,5 км. На відстані 1,5 км розташоване селище Сахновщина. Поруч проходять автомобільна дорога Р79 і залізниця, найближча станція — платформа 136 км за 3 км. У селі бере початок річка Вошивенька.

## Історія
- 1890 — дата заснування.

## Економіка
- Молочно-товарна і свино-товарна ферми.
- «20 років Жовтня», ВАТ.

## Сьогодення
18 грудня 2008 року в Жовтні було відкрито спортивний комплекс. На його будівництво з державного бюджету було виділено 1 млн грн., ще 2,133 млн грн. — додали з обласного.